# Numata
Pour les articles homonymes, voir Numata (homonymie).
Ne doit pas être confondu avec Numata (Hokkaidō).
Numata (沼田市, Numata-shi) est une municipalité ayant le statut de ville dans la préfecture de Gunma au Japon.

## Géographie

### Situation
La ville de Numata est une municipalité de la préfecture de Gunma, sur l'île de Honshū au Japon. Elle est située dans le nord-est de la préfecture, au nord du mont Akagi, le plus haut sommet de Gunma. Sa bordure nord-est jouxte la ville de Nikkō, sise dans la préfecture voisine de Tochigi. La route nationale 120 débute dans le centre-ville.

### Démographie
En avril 2016, la population de Numata était de 49 686 habitants. La superficie de la ville couvre 443,46 km2.

### Hydrographie
Numata est traversée par le fleuve Tone et bordée par la rivière Katashina au sud-est.

## Histoire
En 1532, un village se constitue autour du château de Numata, fondé par le clan Numata dans la province de Kōzuke. Il prospère sous la tutelle successive des clans Sanada, Honda, Kuroda et Toki jusqu'à l'ère Meiji (1868-1912).
Carrefour commercial de la préfecture de Gunma à la fin du XIXe siècle, le bourg de Numata devient un centre de distribution nationale de produits agricoles et forestiers, après l'ouverture de la ligne Jōetsu reliant la capitale du Japon, Tokyo, à Niigata, capitale de la préfecture de Niigata, au bord de la mer du Japon.
En avril 1954, la ville de Numata naît de la fusion du bourg de Numata avec quatre villages voisins. La même année, l'ouverture du tunnel Konsei, au col Konsei (point culminant 2 034 m), sur la route nationale 120, facilite l'accès à la ville touristique voisine de Nikkō.

## Transports
Numata est desservie par la ligne Jōetsu de la JR East. 

## Jumelage
Numata est jumelée avec :
- Shimoda (Japon),
- Füssen (Allemagne).